# Tournoi de clôture du championnat du Nicaragua de football 2023
Navigation
Tournoi précédent Tournoi suivant
Le tournoi Clausura 2023 est le douzième tournoi saisonnier disputé au Nicaragua. C'est cependant la 86e fois que le titre de champion du Nicaragua est remis en jeu.
Chacun des dix clubs participants est confronté deux fois aux neuf autres équipes. Puis les six meilleurs s'affrontent lors d'une phase finale à la fin du tournoi. Le Real Estelí, tenant du titre, l'emporte en finale face au Diriangén FC et s'adjuge le vingtième titre de champion national de son histoire et se qualifie pour la Coupe d'Amérique centrale 2023.

## Équipes participantes
| \| Managua : Juventus Walter Ferreti Managua FC UNAN Managua Managua Diriangén Estelí Sébaco Ocotal Jalapa Matagalpa \| Localisation des équipes engagées dans le championnat. |
| Managua : Juventus Walter Ferreti Managua FC UNAN Managua Managua Diriangén Estelí Sébaco Ocotal Jalapa Matagalpa                                                              |

Ce tableau présente les dix équipes qualifiées pour disputer le championnat 2022-2023. On y trouve le nom des clubs, leur localisation, le nom des stades dans lesquels ils évoluent ainsi que la capacité de ces derniers.
| Équipes                   | Ville     | Stade                                        | Capacité |
| Diriangén FC              | Diriamba  | Stade Cacique Diriangén                      | 7 500    |
| ART Municipal Jalapa (en) | Jalapa    | Stade Alejandro Ramos                        | 1 000    |
| Juventus Managua          | Managua   | Stade olympique de l'Indépendance de Managua | 8 000    |
| Managua FC (en)           | Managua   | Stade olympique de l'Indépendance de Managua | 8 000    |
| Matagalpa FC (es)         | Matagalpa | Stade Carlos-Fonseca                         | 2 200    |
| Real Estelí FC            | Estelí    | Stade de l'Indépendance                      | 4 800    |
| Deportivo Ocotal (en)     | Ocotal    | Stade Glorias del Beisbol Segoviano          | 5 000    |
| Deportivo Sébaco (es)     | Sébaco    | Stade de Sébaco                              | 1 800    |
| UNAN Managua (es)         | Managua   | Stade olympique de l'Indépendance de Managua | 8 000    |
| Deportivo Walter Ferreti  | Managua   | Stade olympique de l'Indépendance de Managua | 8 000    |

## Compétition
Le tournoi Clausura se déroule de la même façon que les tournois saisonniers précédents, en deux phases :
- La phase régulière : les dix-huit journées de championnat.
- La seconde phase : les matchs aller-retour allant des quarts de finale à la finale.

### Phase régulière
Lors de la phase régulière les dix équipes affrontent à deux reprises les neuf autres équipes selon un calendrier tiré aléatoirement.
Les six meilleures équipes sont directement qualifiées pour la seconde phase.
Le classement est établi sur le barème de points classique (victoire à 3 points, match nul à 1, défaite à 0).
Le départage final se fait selon les critères suivants :
- Le nombre de points.
- La différence de buts générale.
- Le nombre de buts marqué.

| Rang | Équipe                    | Pts | J  | G  | N | P  | Bp | Bc | Diff |
| ---- | ------------------------- | --- | -- | -- | - | -- | -- | -- | ---- |
| 1    | Diriangén FC              | 39  | 18 | 12 | 3 | 3  | 36 | 19 | +17  |
| 2    | Real Estelí T             | 35  | 18 | 10 | 5 | 3  | 37 | 19 | +18  |
| 3    | Managua FC (en)           | 29  | 18 | 8  | 5 | 5  | 26 | 23 | +3   |
| 4    | Deportivo Walter Ferreti  | 26  | 18 | 7  | 5 | 6  | 26 | 24 | +2   |
| 5    | Matagalpa FC (es) P       | 25  | 18 | 7  | 4 | 7  | 19 | 19 | 0    |
| 6    | Deportivo Ocotal (en)     | 24  | 18 | 7  | 3 | 8  | 24 | 24 | 0    |
| 7    | UNAN Managua (en)         | 20  | 18 | 5  | 5 | 8  | 24 | 25 | -1   |
| 8    | ART Municipal Jalapa (en) | 19  | 18 | 5  | 4 | 9  | 21 | 30 | -9   |
| 9    | Deportivo Sébaco (es)     | 19  | 18 | 5  | 4 | 9  | 21 | 32 | -11  |
| 10   | Juventus Managua          | 13  | 18 | 3  | 4 | 11 | 19 | 38 | -19  |

| Légende : Qualifications et relégations | Légende : Qualifications et relégations          |
| --------------------------------------- | ------------------------------------------------ |
|                                         | Qualifié pour les demi-finales                   |
|                                         | Qualifié pour les quarts de finale               |
|                                         | T Tenant du titre P Promu de la saison 2021-2022 |

### Phase finale
Les six équipes qualifiées sont réparties dans le tableau final d'après leur classement général, le deuxième affrontant lors des demi-finales le vainqueur du quart opposant le quatrième au cinquième et le premier affrontant le vainqueur du quart opposant le troisième au sixième.
En cas d'égalité, les deux équipes sont départagées par une prolongation puis une séance de tirs au but si cela est nécessaire. Les quarts de finale ne se jouent que sur un match.

#### Tableau
|  | Quarts de finale             | Quarts de finale             | Quarts de finale    | Quarts de finale    |                |                | Demi-finales | Demi-finales | Demi-finales | Demi-finales |  |  | Finale | Finale | Finale | Finale |
|  |                              |                              |                     |                     |                |                |              |              |              |              |  |  |        |        |        |        |
|  |                              |                              |                     |                     |                |                |              |              |              |              |  |  |        |        |        |        |
|  |                              |                              |                     |                     |                |                |              |              |              |              |  |  |        |        |        |        |
|  |                              |                              |                     |                     |                |                |              |              |              |              |  |  |        |        |        |        |
|  |                              |                              |                     |                     |                |                |              |              |              |              |  |  |        |        |        |        |
|  |                              |                              |                     |                     |                |                |              |              |              |              |  |  |        |        |        |        |
|  | 1 Diriangén FC               | 1 Diriangén FC               | 2                   | 3                   |                |                |              |              |              |              |  |  |        |        |        |        |
|  | 1 Diriangén FC               | 1 Diriangén FC               | 2                   | 3                   |                |                |              |              |              |              |  |  |        |        |        |        |
|  |                              |                              | 5 Matagalpa FC (es) | 5 Matagalpa FC (es) | 0              | 0              |              |              |              |              |  |  |        |        |        |        |
|  | 4 Deportivo Walter Ferreti   | 4 Deportivo Walter Ferreti   | 5 Matagalpa FC (es) | 5 Matagalpa FC (es) | 0              | 0              | 1 (8)        | 1 (8)        |              |              |  |  |        |        |        |        |
|  | 4 Deportivo Walter Ferreti   | 4 Deportivo Walter Ferreti   |                     |                     |                |                |              | 1 (8)        |              |              |  |  |        |        |        |        |
|  | 5 Matagalpa FC (es) t. a. b. | 5 Matagalpa FC (es) t. a. b. | 1 (9)               | 1 (9)               |                |                |              |              |              |              |  |  |        |        |        |        |
|  | 5 Matagalpa FC (es) t. a. b. | 5 Matagalpa FC (es) t. a. b. | 1 (9)               | 1 (9)               | 1 Diriangén FC | 1 Diriangén FC | 0            | 0            |              |              |  |  |        |        |        |        |
|  |                              |                              |                     |                     | 1 Diriangén FC | 1 Diriangén FC | 0            | 0            |              |              |  |  |        |        |        |        |
|  |                              |                              | 2 Real Estelí       | 2 Real Estelí       | 0              | 3              |              |              |              |              |  |  |        |        |        |        |
|  |                              |                              |                     |                     | 0              | 3              |              |              |              |              |  |  |        |        |        |        |
|  |                              |                              |                     |                     |                |                |              |              |              |              |  |  |        |        |        |        |
|  |                              |                              |                     |                     |                |                |              |              |              |              |  |  |        |        |        |        |
|  | 2 Real Estelí t. a. b.       | 2 Real Estelí t. a. b.       | 1                   | 2 (4)               |                |                |              |              |              |              |  |  |        |        |        |        |
|  | 2 Real Estelí t. a. b.       | 2 Real Estelí t. a. b.       | 1                   | 2 (4)               |                |                |              |              |              |              |  |  |        |        |        |        |
|  |                              |                              | 3 Managua FC (en)   | 3 Managua FC (en)   | 0              | 3 (3)          |              |              |              |              |  |  |        |        |        |        |
|  | 3 Managua FC (en)            | 3 Managua FC (en)            | 3 Managua FC (en)   | 3 Managua FC (en)   | 0              | 3 (3)          | 3            | 3            |              |              |  |  |        |        |        |        |
|  | 3 Managua FC (en)            | 3 Managua FC (en)            |                     |                     |                |                |              | 3            |              |              |  |  |        |        |        |        |
|  | 6 Deportivo Ocotal (en)      | 6 Deportivo Ocotal (en)      | 1                   | 1                   |                |                |              |              |              |              |  |  |        |        |        |        |
|  | 6 Deportivo Ocotal (en)      | 6 Deportivo Ocotal (en)      | 1                   | 1                   |                |                |              |              |              |              |  |  |        |        |        |        |
|  |                              |                              |                     |                     |                |                |              |              |              |              |  |  |        |        |        |        |

#### Quarts de finale
| Club                     | Score | Club                  | Commentaire       |
| Managua FC (en)          | 3 - 1 | Deportivo Ocotal (en) |                   |
| Deportivo Walter Ferreti | 1 - 1 | Matagalpa FC (es)     | Tirs au but : 8-9 |

#### Demi-finales
| Club         | Aller | Retour | Club              | Commentaire       |
| Diriangén FC | 2 - 0 | 3 - 0  | Matagalpa FC (es) |                   |
| Real Estelí  | 1 - 0 | 2 - 3  | Managua FC (en)   | Tirs au but : 4-3 |

#### Finale
| Match aller | Real Estelí | 0 - 0   | Diriangén FC | Stade de l'Indépendance  |                          |
| 14 mai 2023 |             | (0 - 0) |              | Arbitrage : Willer López | Arbitrage : Willer López |
| 14 mai 2023 | Rapport     |         |              | Arbitrage : Willer López | Arbitrage : Willer López |

| Match retour | Diriangén FC | 0 - 3   | Real Estelí                                           | Stade Cacique Diriangén     |                             |
| 21 mai 2023  |              | (0 - 1) | 40e 90+3e Harold Medina (en) · 49e Byron Bonilla (en) | Arbitrage : Ricardo Mendoza | Arbitrage : Ricardo Mendoza |
| 21 mai 2023  | Rapport      |         |                                                       | Arbitrage : Ricardo Mendoza | Arbitrage : Ricardo Mendoza |

| Vainqueur du Tournoi Clausura 2023 Real Estelí 20e titre |

## Bilan du tournoi
| Tournoi de clôture du championnat de football du Nicaragua 2023 |                         |
| Champion                                                        | Real Estelí (20e titre) |
| Dauphin                                                         | Diriangén FC            |
| Qualifications continentales                                    |                         |
| Coupe d'Amérique centrale 2023                                  | Real Estelí             |
| Coupe d'Amérique centrale 2023                                  | Diriangén FC            |
| Promotions et relégations                                       |                         |
| Promus en Primera División                                      |                         |
| Relégués en Segunda División                                    | Juventus Managua        |

## Classement cumulatif
| Rang | Équipe                    | Pts | J  | G  | N  | P  | Bp | Bc | Diff |
| ---- | ------------------------- | --- | -- | -- | -- | -- | -- | -- | ---- |
| 1    | Diriangén FC              | 77  | 36 | 23 | 8  | 5  | 70 | 33 | +37  |
| 2    | Real Estelí FC C          | 73  | 36 | 21 | 10 | 5  | 72 | 30 | +42  |
| 3    | Deportivo Walter Ferreti  | 58  | 36 | 17 | 7  | 12 | 49 | 43 | +6   |
| 4    | Managua FC (en)           | 53  | 36 | 15 | 8  | 13 | 54 | 44 | +10  |
| 5    | Deportivo Sébaco (es)     | 49  | 36 | 13 | 10 | 13 | 42 | 45 | -3   |
| 6    | ART Municipal Jalapa (en) | 40  | 36 | 10 | 10 | 16 | 40 | 58 | -18  |
| 7    | Deportivo Ocotal (en)     | 40  | 36 | 11 | 7  | 18 | 45 | 67 | -22  |
| 8    | Matagalpa FC (es) P       | 37  | 36 | 10 | 7  | 19 | 36 | 57 | -21  |
| 9    | UNAN Managua (en)         | 36  | 36 | 9  | 9  | 18 | 49 | 63 | -14  |
| 10   | Juventus Managua          | 35  | 36 | 9  | 8  | 19 | 51 | 66 | -15  |

| Légende : Qualifications et relégations | Légende : Qualifications et relégations                                   |
| --------------------------------------- | ------------------------------------------------------------------------- |
|                                         | Qualification pour la Coupe d'Amérique centrale 2023                      |
|                                         | Qualifié pour le barrage de relégation en Segunda División                |
|                                         | Relégué en Segunda División                                               |
|                                         | C Vainqueur des deux tournois de la saison P Promu de la saison 2021-2022 |

### Barrage de relégation
| Club              | Aller | Retour | Club                    | Commentaire           |
| UNAN Managua (en) | 5-1   | 9-2    | Chinandega FC (en) (D2) | UNAN Managua maintenu |